# Elasticity
| Recensione       | Giudizio |
| ---------------- | -------- |
| Blabbermouth.net | 8/10     |
| Kerrang!         |          |
| Paste            | 7/10     |

Elasticity è il terzo EP del cantautore statunitense Serj Tankian, pubblicato il 19 marzo 2021 dalla Alchemy Recordings, dalla BMG Rights Management e dalla Serjical Strike Records.

## Antefatti
Nel maggio 2020 Tankian rivelò in un'intervista concessa a Spin l'intenzione di pubblicare di un EP contenente materiale inedito dalle sonorità rock; i brani furono composti per un ipotetico sesto album dei System of a Down ma vennero ultimati dal cantante a seguito di visioni musicali differenti con i restanti componenti del gruppo:

## Descrizione
I cinque brani contenuti in Elasticity rappresentano un ritorno alle sonorità pesanti che Tankian aveva accantonato nel periodo successivo al terzo album Harakiri, con abbondante utilizzo di chitarre, sintetizzatori ed elettronica; anche dal punto di vista vocale, il cantante passa da momenti melodici ad altri in cui fa uso dello screaming o di parti urlate. Non mancano tuttavia brani più soft come Rumi, dedicato dal cantante al figlio Rumi.

## Promozione
Elasticity è stato annunciato da Tankian il 5 febbraio 2021, data nella quale è stato presentato anche il video musicale dell'omonimo brano, diretto da Vlad Kaptur. Commercializzato il successivo 19 marzo, l'EP è stato reso disponibile nei formati CD e digitale, a cui ha fatto seguito l'edizione vinile il 30 aprile dello stesso anno. In concomitanza con l'uscita dell'EP è stato pubblicato anche il video per la traccia conclusiva Electric Yerevan, diretto da Garin Hovannisian.
Il 16 aprile è stato reso disponibile il lyric video di Your Mom, mentre il 30 dello stesso mese è stata la volta del video di Rumi; in tale data l'EP è stato ripubblicato digitalmente con l'aggiunta di una versione alternativa di Rumi. L'8 giugno il cantante ha pubblicato il video per How Many Times?, diretto da Roger Kupelian.

## Tracce
Testi e musiche di Serj Tankian.
1. Elasticity – 4:01
2. Your Mom – 3:18
3. How Many Times? – 4:16
4. Rumi – 5:27
5. Electric Yerevan – 3:46

Traccia bonus nella riedizione digitale
1. Rumi (Alt Version) – 5:28

## Formazione
Musicisti
- Serj Tankian – voce, strumentazione
- Dan Monti – chitarra aggiuntiva, programmazione della batteria, basso
- Andrew Kzirian – oud (traccia 2)

Produzione
- Serj Tankian – missaggio
- Dan Monti – ingegneria del suono, missaggio
- Vlado Meller – mastering